# Виексинкиярви
Ви́ексинкиярви (фин. Vieksinkijärvi) — озеро в России, в Суоярвском районе Карелии. Относится к бассейну Ладожского озера.
Находится в заболоченной местности в 34 км к северо-западу от города Суоярви.
Площадь водной поверхности 3,3 км², водосборная площадь 80,3 км².
Через озеро протекает река Варисйоки, впадающая на западе (эта часть реки также называется Риронйоки) и вытекающая на юго-западе. Берега озера покрыты лесом.

## Панорама

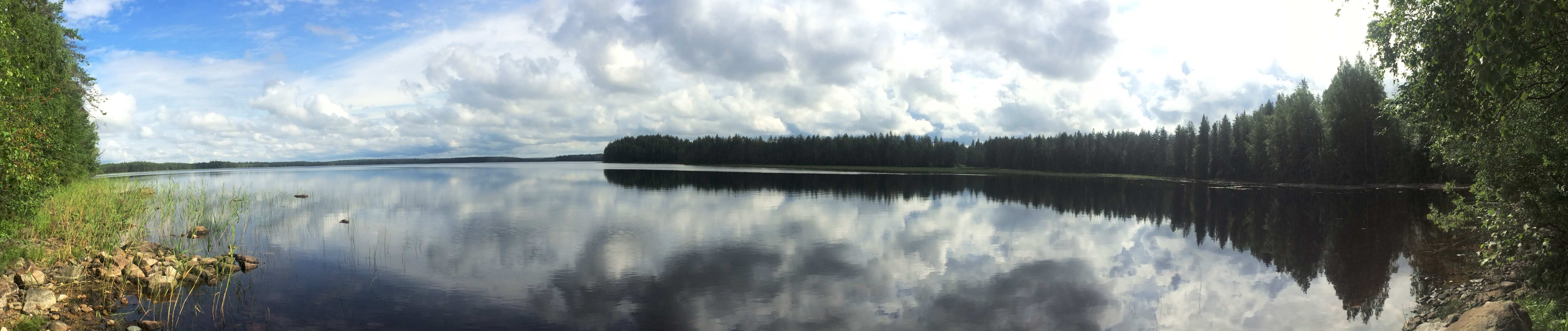
Панорама